# دمدم
دمدم (بالإنجليزية: DMDM hydantoin)‏ هي مادة حافظة تستخدم في صناعة مستحضرات التجميل مثل الشامبوهات والبلسم ومستحضرات العناية بالبشرة. يعمل دمدم على حماية المنتجات عن طريق إنتاجه غاز فورمالدهيد الذي يجعل البيئة غير محببة للكائنات الدقيقة.